# 小娄峪古建筑群
小娄峪古建筑群，位于山东省济南市长清区张夏镇。是入中华人民共和国山东省省级文物保护单位之一。
2013年，列入第四批山东省文物保护单位，该文物保护单位是一座古建筑。